# Garcinia erythrosepala
Garcinia erythrosepala là một loài thực vật có hoa trong họ Bứa. Loài này được Y.H. Li mô tả khoa học đầu tiên năm 1980.